# Mathias Albani
Mathias Albani (Bozen, Tirol del Sud, 1621 - idm. 1673) fou un constructor de violins i intèrpret de llaüt italià.

Fou un dels millors deixebles de Jakob Steiner. Els instruments d'Albani es distingeixen per la curvatura de la caixa, que és molt alta, i pel típic so, quelcom nasal, de les cordes tercera i quarta. com a marca usava l'etiqueta següent:
| « | Mathias Albani in Bulsani Thiroli fecit anno 1653. | » |

El seu fill, també Mathias de nom, nascut a mitjan segle xvii, continuà exercint la mateixa professió. Treballa alguns anys en els tallers dels grans mestres de Cremona i Roma, adquirint celebritat, tant que els seus violins, construïts del 1702 al 1709, s'equiparen als d'Amati, i actualment són molt estimats i assoleixen un bon preu.